# 히칭
히칭(독일어: Hietzing)은 오스트리아 빈의 제 13구역이다.